# NGC 1736
NGC 1736 في الفهرس العام الجديد، هي مجرة، تقع في كوكبة أبو سيف (كوكبة). اكتشفت في 30 ديسمبر 1836 بواسطة جون هيرشل.

## روابط خارجية
- NGC 1736 على موقع ويكي سكاي: DSS2, SDSS, GALEX, IRAS, Hydrogen α, X-Ray, Astrophoto, Sky Map, Articles and images